# Nesomyrmex spinosus
Nesomyrmex spinosus (лат.) — вид мелких муравьёв рода Nesomyrmex из подсемейства Myrmicinae (Formicidae).

## Распространение
Мадагаскар (Réserve Privé Berenty, Forêt d’Anjapolo, Parc National d’Andohahela, Forêt d’Ambohibory).

## Описание
Видовое название дано по признаку наличия острых шипиков на узелке петиоля (spinosus). Обитают в лесах в южной части острова.
Обладают тремя парами дорзальных шипиков: пронотальные шипы, проподеальные шипы и антеро-дорзальные шипы на узелке петиоля (признак видовой группы hafahafa).
Усики 12-члениковые с булавой из 3 сегментов. Жвалы с 5 зубцами. Проподеум вооружён шипиками. Брюшко гладкое и блестящее. Стебелёк между грудкой и брюшком состоит из двух члеников: петиолюса и постпетиолюса (последний четко отделен от брюшка), жало развито. Мелкие почвенные муравьи (длина около 3 мм) коричневого цвета, похожие на представителей рода Leptothorax.
Вид был впервые описан в 2015 году американскими энтомологами Шандором Чёзем (Sándor Csősz) и Брайеном Фишером (Brian L. Fisher; Entomology, California Academy of Sciences, Сан-Франциско, Калифорния, США) по материалам из Мадагаскара.